# Estivadiña
Estivadiña (en gallego y oficialmente, Estibadiña) es una aldea española situada en la parroquia de Fiopáns, del municipio de La Baña, en la provincia de La Coruña, Galicia.

## Demografía
| Gráfica de evolución demográfica de Estivadiña entre 2000 y 2018 |
|                                                                  |
| Datos según el nomenclátor publicado por el INE.                 |